# Rhodes (Mosela)
Rhodes é uma comuna francesa na região administrativa de Grande Leste, no departamento de Mosela. Estende-se por uma área de 11,39 km². Em 2010 a comuna tinha 126 habitantes (densidade: 11,1 hab./km²).